# Nashville 400 1969
Nashville 400 1969 var ett stockcarlopp ingående i Nascar Grand National Series (nuvarande Nascar Cup Series) som kördes 26 juli 1969 på den 0,5 mile (804,672 meter) långa ovalbanan Nashville Speedway i Nashville i Tennessee. Totalt avverkades 200 miles (321.869 km) fördelat på 400 varv. Banunderlaget var asfalt. Loppet vanns av Richard Petty i en Ford på tiden 2:32.24 körande för Petty Enterprises. Pettys snitthastighet var 78,74 mph. Det var Pettys 98:e vinst av totalt 200 i karriären. Prispotten uppgick till 14 500 dollar, varav 3 000 dollar gick till segraren. Publikantalet uppgick till 15 846 personer.

## Resultat
| Plc     | Nr | Förare           | Team/ bilägare           | Konstruktör | Start | Varv | Ledda varv |
| ------- | -- | ---------------- | ------------------------ | ----------- | ----- | ---- | ---------- |
| 1       | 43 | Richard Petty    | Petty Enterprises        | Ford        | 1     | 400  | 398        |
| 2       | 71 | Bobby Isaac      | K&K Insurance Racing     | Dodge       | 2     | 400  | 0          |
| 3       | 48 | James Hylton     | Hylton Engineering       | Dodge       | 4     | 387  | 0          |
| 4       | 4  | John Sears       | DeWitt Racing            | Ford        | 8     | 384  | 0          |
| 5       | 06 | Neil Castles     | Neil Castles             | Plymouth    | 9     | 379  | 0          |
| 6       | 17 | David Pearson    | Holman Moody             | Ford        | 3     | 376  | 2          |
| 7       | 07 | Coo Coo Marlin   | Cunningham-Kelley        | Chevrolet   | 7     | 357  | 0          |
| 8       | 33 | Wayne Smith      | Archie Smith             | Chevrolet   | 10    | 351  | 0          |
| 9       | 70 | J.D. McDuffie    | McDuffie Racing          | Buick       | 18    | 348  | 0          |
| 10      | 64 | Elmo Langley     | Langley-Woodfield Racing | Ford        | 6     | 265  | 0          |
| 11      | 34 | Wendell Scott    | Scott Racing             | Ford        | 12    | 237  | 0          |
| 12      | 12 | Pete Hazelwood   | Pete Hazelwood           | Ford        | 22    | 288  | 0          |
| 13      | 10 | Bill Champion    | Champion Racing          | Ford        | 11    | 200  | 0          |
| 14      | 19 | Henley Gray      | Harry Melton             | Ford        | 19    | 115  | 0          |
| 15      | 08 | E.J. Trivette    | E.C. Reid                | Chevrolet   | 14    | 97   | 0          |
| 16      | 47 | Cecil Gordon     | Seifert Racing           | Ford        | 20    | 89   | 0          |
| 17      | 25 | Jabe Thomas      | Robertson Racing         | Plymouth    | 23    | 66   | 0          |
| 18      | 45 | Bill Seifert     | Seifert Racing           | Ford        | 17    | 66   | 0          |
| 19      | 30 | Dave Marcis      | Milt Lunda               | Dodge       | 5     | 40   | 0          |
| 20      | 04 | Ken Meisenhelder | Ken Meisenhelder         | Oldsmobile  | 21    | 33   | 0          |
| 21      | 76 | Ben Arnold       | Don Culpepper            | Ford        | 15    | 14   | 0          |
| 22      | 26 | Earl Brooks      | Brooks Racing            | Ford        | 16    | 13   | 0          |
| 23      | 57 | Bobby Mausgrover | Ervin Pruitt             | Dodge       | 24    | 10   | 0          |
| 24      | 09 | Wayne Gillette   | E.C. Reid                | Chevrolet   | 13    | 5    | 0          |
| Källor: |    |                  |                          |             |       |      |            |